# Halo Wars 2
『ヘイロー・ウォーズ2』 (Halo Wars 2) は、343 IndustriesとCreative Assemblyによって開発された、リアルタイムストラテジー (RTS) ゲームである。2009年発売の Halo Wars の続編となる。発売から半年後に、追加DLCや追加キャンペーンなどを含めたComplete版が発売された。
PCかXbox One のどちらかでダウンロード版を購入すると、もう一方のプラットフォームでも追加料金を支払うことなくプレイできる「Xbox Play Anywhere」対応ソフトである。

## 概要
Halo Warsと同じリアルタイムストラテジーゲーム。ゲーム内時間軸ではHalo Warsより28年後の世界で『Halo5』とほぼ同時代の2559年。プレイヤーキャラクターは前作と同じだが、冷凍睡眠をしていたため前作と同じ年齢に設定されている。敵キャラクターは新たに設定されたバニッシュト（コヴナントに反旗を翻した傭兵組織）で、ボスはアトリオックス。

## ゲームシステム
いくつかのゲームモードがあり、マルチプレイもできる。ほとんどのゲームモードでは、あらかじめ設定されている基地エリアに、基地施設を建設し、ユニットを作成。これをもって敵軍と戦いミッションをクリアしていくことが目標である。 作成できるユニットの数には上限があり、戦車や大型攻撃機といった強力な兵器はこのスロットを多く消費（歩兵ユニットの三倍以上）する。また、これら兵器は物資をより多く消費し、かつ製造までの時間が長い。
人類側の基地はHalo Warsから名称やシステムが一部変わり中央の建物（レベルで名称が違う（下位から射撃陣地 、 戦闘ステーション 、司令センター 、総司令部）） で海兵隊の生産、レベルアップなどができる。その周りにサプライパッド、ジェネレーター、武器庫、兵営、車庫、エアパッドが自由に建設でき、（一部のミッションを除く）サプライパッドとジェネレーターは一段階強化できる。このようなシステムになったため、Halo Warsでは出来たホグラッシュ（ワートホグを初期に大量生産し、一気に敵陣に突撃するもの）ができなくなった。

## キャラクター、ユニット
Halo Warsを参照のこと
halo warsと比べ新しい敵やユニットが追加されていたり登場しないものもある

## 評価
リリース時に、Halo Wars 2 は、プロの批評家から概して肯定的な評価を受けた。ブラー・スタジオによって作成されたキャンペーンムービーは、優れたアニメーション品質で賞賛された。レビュアーは初心者には非常に親しみやすいゲームを見出したが、経験豊富なRTSプレーヤーの間で人気を得るには戦略的な深さが必要だと感じた。ゲームのキーボードとマウスのコントロールにいくつかの厄介な点が残っていたため、一部の批評家は失望したが、最初の Halo Wars からのゲームパッドコントロールスキームの強化は賞賛された。

## 参考
halopedia
Halo Wars 2 @Wiki
https://www.youtube.com/playlist?list=PLHn_h35Ee7tMXxotBggqjbH416U-ZL4aS